# سازمان صوری
سازمان صوری به هرگونه نهادی گفته می‌شود که توسط گروهی دیگر به عنوان پوششی برای رد گم کردن یا محفوظ داشتن فعالیت‌های گروه اصلی از پیامدهای قانونی تأسیس شده‌باشد.
از جمله نهادهایی که گاه اقدام به تأسیس سازمان‌های صوری می‌کنند می‌توان به سرویس‌های اطلاعاتی کشورها، گروه‌های جرایم سازمان‌یافته، سازمان‌های ممنوع شده، گروه‌های سیاسی یا مذهبی، گروه‌های فشار یا لابی‌کننده و شرکت‌ها را نام برد.
شرکت‌ها یا نهادهای صوری می‌توانند برای شرکت مادر فعالیت‌های مختلفی را انجام دهند بدون این‌که این فعالیت‌ها را بتوان از نظر قانونی منسوب به شرکت مادر دانست.
به آن دسته از نهادهای صوری که در اصل از نهاد مادر مستقل‌اند و به‌طور داوطلبانه برای نهاد مادر امور قانونی یا خیریه انجام می‌دهد گروه‌های صوری گفته می‌شود.